# Комбл ан Бароа
Комбл ан Бароа (фр. Combles-en-Barrois) насеље је и општина у североисточној Француској у региону Лорена, у департману Меза која припада префектури Бар ле Дик.
По подацима из 2011. године у општини је живело 859 становника, а густина насељености је износила 83,72 становника/km². Општина се простире на површини од 10,26 km². Налази се на средњој надморској висини од 248 метара (максималној 279 m, а минималној 199 m).

## Демографија
| 1962. | 1968. | 1975. | 1982. | 1990. | 1999. | 2011. |
| ----- | ----- | ----- | ----- | ----- | ----- | ----- |
| 265   | 363   | 590   | 805   | 814   | 799   | 859   |

График промене броја становника у току последњих година